# Elsa Lepoivre
Elsa Lepoivre (* 30. Dezember 1972 in Caen) ist eine französische Schauspielerin. Seit 2003 ist sie Teil des Schauspielensembles der Comédie-Française und seit 2007 Sociétaire der Institution.

## Biographie
Elsa Lepoivre wurde in Caen geboren. Nach ihrem Schulabschluss und einem Jahr Lehramtsstudium entschloss sie sich zu einer Schauspielausbildung und absolvierte diese an der Académie théâtrale bei Pierre Debauche, bevor sie an der Gründung des Théâtre du Jour in Agen beteiligt war. 1995 wurde sie am Conservatoire national supérieur d’art dramatique aufgenommen und studierte bei Daniel Mesguich, Catherine Hiegel, Stuart Seide und Stéphane Braunschweig. Anschließend war sie mehrere Jahre lang als freiberufliche Schauspielerin tätig und spielte Rollen wie die Prinzessin von Frankreich in Shakespeares Verlorene Liebesmüh und Henrik Ibsens Hedda Gabler. Im Jahr 2003 wurde sie in das Schauspielensemble der Comédie-Française aufgenommen. 2007 wurde sie zur 516. Sociétaire der Institution ernannt. An der Comédie-Française spielte sie unter anderem die Infantin Doña Urraque in Corneilles Le Cid, die Gräfin Almaviva in Figaros Hochzeit, Mascha in Drei Schwestern, Klytämnestra in Elektra, Racines Phèdre und Hugos Lucrezia Borgia. Für die Rolle der Baronin Sophie von Essenbeck in Ivo van Hoves Theaterfassung von Luchino Viscontis Die Verdammten erhielt sie 2017 den Molière der Besten Hauptdarstellerin in einem Theaterstück.

## Theater

### Außerhalb der Comédie-Française (Auswahl)
- 1994: Die Möwe (Anton Tschechow), Inszenierung von Pierre Debauche: Nina
- 1995: King Lear (William Shakespeare), Inszenierung von Pierre Debauche: Regane
- 1996: Die falsche Zofe (Marivaux), Inszenierung von Pierre Debauche, Printemps des comédiens Montpellier: Der Chevalier
- 1998: Verlorene Liebesmüh (William Shakespeare), Inszenierung Emmanuel Demarcy-Mota, Théâtre de la Commune: Die Prinzessin von Frankreich
- 1998: Der Menschenfeind (Molière), Inszenierung von Jacques Lassalle, Théâtre de Vidy: Célimène
- 1999: Antigone (Sophokles), Inszenierung von Marcel Bozonnet, Maison de la culture de Bourges, Théâtre de la Bastille, Nouveau théâtre d’Angers, Théâtre de l’Union und Tournee: Antigone
- 2000: Der Menschenfeind (Molière), Inszenierung von Jacques Lassalle, Théâtre des 13 vents, Théâtre national de Strasbourg: Célimène
- 2001: Les Fausses Confidences (Marivaux), Inszenierung von Alain Milianti, théâtre des 13 vents, Nouveau théâtre d’Angers: Araminte
- 2002: Hedda Gabler (Henrik Ibsen), Inszenierung von Alain Milianti, Espace 44 Nantes, La Piscine-Châtenay-Malabry: Hedda Gabler
- 2003: Portrait d'une femme (Michel Vinaver), Inszenierung von Claude Yersin, Nouveau Théâtre d'Angers: Sophie Auzanneau

### Comédie-Française (Auswahl)
- 2003: Don Juan (Molière), Inszenierung von Jacques Lassalle, Salle Richelieu: Elvire
- 2004: Der Lügner (Corneille), Inszenierung von Jean-Louis Benoît, Salle Richelieu: Clarice
- 2004: Calderon (Pedro Calderón de la Barca), Inszenierung von Christian Schiaretti, Salle Richelieu
- 2005: Le Cid (Corneille) Inszenierung von Brigitte Jaques, salle Richelieu: Doña Urraque, die Infantin
- 2005: Die Liebe als Arzt / Der Sizilier oder Die Liebe als Maler (Molière), Inszenierung von Jonathan Duverger et Jean-Marie Villégier, Salle Richelieu : Musik, Isidore
- 2006: Peribáñez y el Comendador de Ocaña (Félix Lope de Vega), Inszenierung von Omar Porras, Salle Richelieu: Casilda
- 2007: Le mariage de Figaro (Beaumarchais), Inszenierung von Christophe Rauck, salle Richelieu : La Comtesse
- 2008: Juste la fin du monde (Jean-Luc Lagarce), Inszenierung von Michel Raskine: Catherine
- 2009: Les Contes du chat perché: Le Loup (Marcel Aymé), Inszenierung von Véronique Vella, Studio-Théâtre: Marinette
- 2010: Drei Schwestern, (Anton Tschechow), Inszenierung von Alain Françon, Salle Richelieu : Mascha
- 2011: Andromache (Racine), Inszenierung von Muriel Mayette, Theater von Orange, dann salle Richelieu: Cléone
- 2011: Die Kritik der „Schule der Frauen“ (Molière), Inszenierung von Clément Hervieu-Léger, Studio-Théâtre: Climène
- 2012: La Place royale (Corneille), Inszenierung von Anne-Laure Liégeois, Théâtre du Vieux-Colombier: Phylis
- 2013: Phèdre (Racine), Inszenierung von Michael Marmarinos, salle Richelieu: Phèdre
- 2014: Tartuffe (Molière), Inszenierung von Galin Stoev, Salle Richelieu: Elmire
- 2015: Bernarda Albas Haus (Garcia Lorca), Inszenierung von Lilo Baur, Salle Richelieu: Poncia
- 2016: The Sea, (Edward Bond), Inszenierung von Alain Françon, Salle Richelieu: Jessica Tilehouse
- 2016: Die Verdammten, nach Luchino Visconti, Inszenierung von Ivo van Hove, Festival von Avignon und Salle Richelieu: Baronin Sophie von Essenbeck
- 2016: Les Contes du chat perché: Le Cerf et le Chien, nach Marcel Aymé, Inszenierung von Véronique Vella, Studio-Théâtre: Marinette
- 2017: Lucrèce Borgia (Victor Hugo), Inszenierung von Denis Podalydès, Salle Richelieu: Lucrèce Borgia
- 2017: Die Spielregel, nach Jean Renoir, Inszenierung von Christiane Jatahy, Salle Richelieu: Geneviève
- 2018: Les Ondes magnétiques (David Lescot), Inszenierung von David Lescot, Vieux Colombier: Maroussia; Léa/Hans; Bérangère de Varengeville
- 2019: Fanny und Alexander, nach Ingmar Bergman, Inszenierung von Julie Deliquet, Salle Richelieu: Emilie Ekdahl
- 2019: Elektra / Orestes, (Euripides) Inszenierung von Ivo van Hove, Epidauros, Salle Richelieu: Klytaimnestra und Helena
- 2020: Le Côté de Guermantes, nach Marcel Proust, Adaptation und Inszenierung von Christophe Honoré, Théâtre Marigny: die Herzogin von Guermantes
- 2022: Jean-Baptiste, Madeleine, Armande et les autres, nach Molière, Inszenierung von Julie Deliquet: Marquise-Thérèse de Gorle
- 2022: Rien ne s'oppose à la nuit, fragments, nach Delphine de Vigan, Inszenierung von Fabien Gorgeart
- 2023: Les Contes du chat perché: Le Chien, nach Marcel Aymé, Inszenierung von Raphaëlle Saudinos und Véronique Vella: Marinette
- 2023: Die Dreigroschenoper (Bertolt Brecht), Inszenierung von Thomas Ostermeier, Festival d’Aix-en-Provence, Salle Richelieu: Jenny

## Filmographie

### Kino
- 1996: Le Retour de Ferdinand (Kurzfilm) – Regie: Jean-Jacques Lion
- 1997: Amnésie (Kurzfilm) – Regie: Jean Rousselot
- 1998: Amer Amour (Kurzfilm) – Regie: Marc Lepoivre
- 1999: Hommage à Alfred Lepetit (Kurzfilm) – Regie: Jean Rousselot
- 2004: À vot’ bon cœur – Regie: Paul Vecchiali
- 2006: Et plus si aff – Regie: Paul Vecchiali
- 2006: Ein perfekter Freund (Un ami parfait) – Regie: Francis Girod
- 2012: Du vent dans mes mollets – Regie: Carine Tardieu
- 2014: Les Pères Noël (Kurzfilm) – Regie: Emmanuelle Michelet
- 2016: Les Malheurs de Sophie – Regie: Christophe Honoré
- 2016: Les Têtes de l’emploi – Regie: Alexandre Charlot und Franck Magnier
- 2018: Der Klavierspieler vom Gare du Nord (Au bout des doigts) – Regie: Ludovic Bernard
- 2021: Guermantes – Regie: Christophe Honoré

### Fernsehen
- 1998: Victor Schœlcher, l’abolition – Regie: Paul Vecchiali
- 2004: Les Cordier, juge et flic, Episode Raison d’État – Regie: Jean-Marc Seban
- 2013: Meurtre en trois actes – Regie: Claude Mouriéras
- 2015: Drei Schwestern (Les trois sœurs) – Regie: Valeria Bruni Tedeschi
- 2021: In Therapie (En thérapie) – Regie: Éric Toledano und Olivier Nakache
- 2022: Touchées – Regie: Alexandra Lamy

## Synchronsprecherin

### Kino
- 2010: Last Night: Laura (Eva Mendes)
- 2013: Jimmy P. – Psychotherapie eines Indianers: Gayle Picard (Michelle Thrush)
- 2014: Der Babadook: Amélia (Essie Davis)
- 2018: Die Verlegerin: Antoinette Pinchot Bradlee (Sarah Paulson)
- 2019: Die Schläfer: Susanne Clayton (Hattie Morahan[1])
- 2021: Madres paralelas: Teresa (Aitana Sánchez-Gijón)

## Hörbücher
- 2015: Hélène Grémillon – La Garçonnière
- 2016: Yasmina Reza – Heureux les heureux
- 2016: Nathalie Azoulai – Titus n'aimait pas Bérénice
- 2016: Edouard Signolet – Pinocchio
- 2017: Magali Le Huche – Hector et Rosa-Lune
- 2018: Patrick Roger – Tout doux, Mes musiques classiques pour se relaxer
- 2018: Anaïs Vaugelade – Des Malheurs de Sophie
- 2018: Albert Camus – L'exil et le royaume
- 2020: Camille Laurens – Fille
- 2023: Colette – Sido

## Auszeichnungen

### Preise
- Molières 2017: Beste Hauptdarstellerin im öffentlichen Theater[2] für die Rolle der Sophie von Essenbeck in Die Verdammten, Inszenierung von Ivo van Hove.
- Coup de coeur Jeune Public Herbst 2018 der Académie Charles-Cros für Les malheurs de Sophie.[3]
- Prix du Syndicat de la critique (Französischer Kritikerpreis) im Bereich Theater, Musik und Tanz: Beste Schauspielerin für die Rolle der Oriane de Guermantes in Le Côté de Guermantes, Inszenierung von Christophe Honoré.[4]

### Orden
- 25. September 2017: Officier de l'Ordre des Arts et des Lettres.[5]